# Panicum sadinii
Panicum sadinii är en gräsart som först beskrevs av Hyacinthe Julien Robert Vanderyst, och fick sitt nu gällande namn av Stephen Andrew Renvoize. Panicum sadinii ingår i släktet vipphirser, och familjen gräs. Inga underarter finns listade i Catalogue of Life.